# جیرو مینامی
مینامی جیرو (به ژاپنی: 南 次郎, Minami Jirō)؛ ۱۰ اوت ۱۸۷۴ – ۵ دسامبر ۱۹۵۵) فرد نظامی اهل ژاپن بود.